# Starożytny Rzym
     republika rzymska
     cesarstwo rzymskie
     cesarstwo zachodniorzymskie
     cesarstwo wschodniorzymskie
     cesarstwo nicejskie, Despotat Epiru i Despotat Morei

Rzym poprzez wieki:
republika rzymska
cesarstwo rzymskie
cesarstwo zachodniorzymskie
cesarstwo wschodniorzymskie
cesarstwo nicejskie, Despotat Epiru i Despotat Morei

Starożytny Rzym – cywilizacja rozwijająca się w basenie Morza Śródziemnego i części Europy. Jej kolebką było miasto i późniejsza stolica: Rzym leżące w Italii, które w pewnym momencie swoich dziejów rozpoczęło ekspansję, rozszerzając swoje panowanie na znaczne obszary i wchłaniając m.in. kulturę starożytnej Grecji. Cywilizacja rzymska, nazywana też niekiedy grecko-rzymską, razem z pochodzącą z Bliskiego Wschodu religią – chrześcijaństwem, stworzyła podstawy późniejszej cywilizacji europejskiej. Miasto Rzym zaczęło kształtować się w VIII wieku p.n.e., natomiast kres stworzonego przez nie państwa nastąpił formalnie w 1453 roku n.e. (wraz z upadkiem Konstantynopola i tym samym Cesarstwa Bizantyńskiego), choć dosyć często jako koniec starożytnego Rzymu przyjmuje się rok 476 n.e., w którym upadło cesarstwo zachodniorzymskie.

## Periodyzacja dziejów
- Rzym królewski – od początków miasta (założenie Rzymu przez Romulusa - tradycyjna data to 753 p.n.e.) do obalenia ostatniego króla - Tarkwiniusza Pysznego - roku 509 p.n.e.[1]
- Republika rzymska – lata 509–27 p.n.e.[1]
  - okres wczesnej Republiki - od obalenia Tarkwiniusza Pysznego (509 p.n.e.) do zakończenia podboju Italii (zdobyciem Volsini) w 264 p.n.e.
  - okres średniej Republiki - od rozpoczęcia wojen punickich (264 p.n.e.) do roku 133 p.n.e.
  - okres późnej Republiki - od rozpoczęcia reform agrarnych przez braci Grakchów (Tyberiusza i Gajusza) w 133 p.n.e. do upadku Republiki w 27 p.n.e. (podaje się także rok 31 p.n.e. lub 30 p.n.e.)
- Cesarstwo Rzymskie – od ogłoszenia Oktawiana Augustem 27 p.n.e. do upadku Konstantynopola w 1453 n.e.
  - okres wczesnego Cesarstwa - od ustanowienia pryncypatu przez Oktawiana w 27 p.n.e. do śmierci Marka Aureliusza (koniec pax Romana) w 180 n.e.
  - okres średniego Cesarstwa - od śmierci Marka Aureliusza (180 n.e.) do objęcia władzy przez Dioklecjana i wprowadzenia dominatu w roku 284
  - okres późnego Cesarstwa - od objęcia władzy przez Dioklecjana w 284 do podziału Cesarstwa po śmierci Teodozjusza w 395
    - W 395 roku nastąpił ostateczny podział cesarstwa na dwa niezależne państwa:
      - Cesarstwo zachodniorzymskie – zlikwidowane w 476 (obalenie ostatniego cesarza Romulusa Augustulusa przez Odoakra)[1]
      - Cesarstwo Bizantyńskie (Bizancjum) – upadło w 1453 na skutek zdobycia Konstantynopola przez Turków Osmańskich[1]